# Логор за дјецу Јастребарско
Логор за дјецу Јастребарско је био логор у Независној Држави Хрватској (НДХ), марионетској држави сила Осовине. Налазио се у Јастребарском, око 37 km југозападно од Загреба. Постојао је од 12. јула до октобра 1942. године, а логором су управљале припаднице католичког реда Милосрдне сестре Светог Вицента од Паула, док су обезбјеђење чинили припадници Усташке одбрамбене службе. У логор су интернирана српска дјеца ухваћена, заробљена и отета у разним дијеловима НДХ током покоља или противпобуњеничких операција које је спроводио усташки режим, његови осовински савезници и други сарадници.
Дјеца су из других логора у Јастребарско стизала у изнуреном и слабом стању, а кроз логор је прошло укупно 3.336 дјеце. Између 449 и 1.500 дјеце је умрло, углавном од болести и неухрањености. У оближњој Доњој Реци основан је подлогор. Припадници  Четврте кордунашке бригаде НОВЈ су у августу 1942. ослободили око 350 дјеце из главног логора. У октобру 1942. католичка добротворна организација Каритас је дала на усвајање 500 преживјеле дјеце локалним породицама; укупно 1.637 дјечака и дјевојчица нашло се у породицама у Јастребарском, Загребу и околним селима, а још 113 је живот наставио у Градишци.

## Позадина
У априлу 1941. године, Њемачка и њене савезнице су напале и окупирале Краљевину Југославију, која је касније подијељена. Дијелове Југославије анектирали су њени осовински сусједи: Мађарска, Бугарска и Италија. Нијемци су осмислили и подржали оснивање марионетске државе, Независне Државе Хрватске (НДХ), која је укључивала већи дио територије предратне Бановине Хрватске, уз додатак подручја данашње Босне и Херцеговине и неких сусједних територија. Италијани, Бугари и Мађари су окупирали остале дијелове Југославије. На челу НДХ налазила се хрватска фашистичка ултранационалистичка, клерикална и терористичка организација Усташа. Власт овог итало-њемачког квазипротектората је одмах спровела „дивљу политику која је имала за циљ да од хетерогеног становништва створи у великој мјери хомогену државу”. Према историчарки и политикологу Сабрини Рамет, на челу НДХ се налазио најбруталнији и најкрвавији марионетски режим у Европи под осовинском влашћу током Другог свјетског рата, који је подстицао масовне покоље и управљао концентрационим логорима за Србе, Јевреје, Роме и друге „непожељне”. Конкретно, усташки режим је протјерао велики број Срба из НДХ и био је умијешан у распрострањена масовна убиства,  што је довело до Сабрининог закључка да је режим био геноцидан и у намјери и у практичном смислу.
Католичка црква је имала сложен односа усташким режимом, посебно због блиске везе католицизма, хрватског национализма и хрватске политике кроз историју. Дио католичког свештенства, посебно млађи припадници, био је нетолерантан према Србима и Српској православној цркви из низа разлога, при чему је дио католичког свештенства учествовао у присилном католичењу православних Срба у складу са усташком политиком.
Према Римским уговорима од 18. маја 1941, италијанске окупационе трупе су се повукле јужно од „Бечке линије” која је дијелила НДХ на италијанску и њемачку сферу утицаја. Они су у августу поново заузели ово подручје да би добро обезбједили јадранску обалу. Међутим, јуна 1942. поново су повукли већину својих трупа са овог подручја, концентришући се само на обезбјеђивање великих насељених центара и жељезничких пруга. У повлачење биле су укључене и италијанске трупе које су биле у гарнизону у околини Јастребарског.

## Поријекло
Одлука о оснивању логора за дјецу Јастребарско донијета је због великог броја српске дјеце која су ухваћена и отета током покоља на Србима које су спроводиле усташко-домобранске снаге од априла 1941. године.  Дјеца су одвођена и током противгерилских операција које су водиле њемачке, хрватске и друге колаборационистичке снаге између априла 1941. и јуна 1942, као што је офанзива на Козари. Њихови родитељи и старија браћа и сестре често су убијани и слати у радне логоре како унутар НДХ, тако и по остатку Европе под осовинском окупацијом. Она дјеца која нису страдала у покољима и противпобуњеничким операцијама су хватана и отимана, јер су им села у већини случајева била спаљена до темеља и нису имали средстава за издржавање.
До средине 1942. у логору Стара Градишка, који је био логор у систему логора Јасеновац, било је улогорено преко 1.000 дјеце која су заробљена током офанзиве на Козари. Информације о страдању ове дјеце прослијеђене су забринутим грађанима Загреба, од којих је једна била Аустријанка Диана Будисављевић. Бусављевићева је пришла Камилу Бреслеру, једно од усташа постављеном члану управе Хрватског црвеног крста, и испричала му о дјеци у Старој Градишци. Бреслер је био ужаснут и уз подршку представника Међународног комитета Црвеног крста отпочео је вршити притисак на усташки режим да ослободи дјецу. Будисављевићева је користила и своје контакте са Вермахтом, да интервенише код усташког режима због дјеце у логору.
Усташки режим је дошао на идеју покушаја преваспитавања дјеце у усташку верзију Хитлерјугенда (Хитлерова омладина), чиме би се дјеца окренула против својих родитеља Срба. Режим је то видио као дјелотворнији начин притиска на партизански покрет, него непосредног убијања дјеце. Међутим, усташки режим није направио никакве аранжмане да спроведе ову идеју, па је логор за дјецу основан на брзину, посебно због снажног притиска да се учини нешто у корист дјеце. Пропаганда режима заговарала је идеју да се дјеца ослобађају из партизанског ропства.

## Успостављање
Логор је основан у граду Јастребарском, око 37 km југозападно од Загреба. Ово мјесто је изабрано због непосредне близине Загреба, што је смањило изложеност партизанском утицају и олакшавало одбрану. Зграде предвиђене за смјештај дјеце биле су: дворац Ердеди, оближњи фрањевачки самостан, некадашње италијанске бараке и штале. Налазио се на подручју на којем је раније под споразуму са усташким режимом био смјештен гарнизон италијанских трупа.
У дворцу је раније био дјечији дом, а у прољеће и љето 1941. транзитни логор за Јевреје и политичке противнике режима, у коме су држани, мучени и затим премјештени у друге концентрационе логоре. Припреме за пријем дјеце извршили су на брзини Хрватски црвени крст и мјештани.  На челу логорске управе била је часна сестра Барта Пулхерија, чланица католичког реда Милосрдне сестре Светог Вицента од Паула, а часна сестра Гауденција била је управница логорског имања. Пулхерија је била свастика Мила Будака, усташког идеолога и високог званичника НДХ. Штаб су чинили припадници Усташке младежи и Женске лозе усташког покрета.
Подлогор је основан 31. јула у Доњој Реци, 3 km сјеверно од Јастребарског, под истом управом као и главни логор. Налазио се у старој циглани, баракама и шталама које је раније користила Италијанска краљевска војска. Услови у овом логору били су још гори него у главном, без струје, воде и санитарних чворова. Храна је била изузетно лоша, а болест и смрт били су уобичајени међу око 2.000 дјеце која су ту држана.

## Оперативност

### Почетна пребацивања
Почетком јула 1942. из Загреба је послато 16 болничарки Црвеног крста у логор Стара Градишка да сакупе 650 дјеце и одведу их у Јастребарско. Пут од 135 km од Старе Градишке до Загреба трајао је 24 часа, током којег је преминуло 17 дјеце. Током деконтаминације у Загребу преминуло је још 30 дјеце. Још 37 тешко болесне дјеце смјештено је у загребачку болницу, али су и они убрзо преминули. Преосталих 566 дјеце је живо стигло до Јастребарског, а логор је отворен 12. јула 1942. године.

### Даља пребацивања
Друга група од 770 дјеце из Старе Градишке услиједила је 13—14. јула, док је трећа, која се састојала од још 850 дјеце, крајем мјесеца пребачена из концентрационих логора Млака и Јабланац. Посљедња група од 150 дјечака стигла у Доњу Реку код Јастребарског из логора Горња Ријека 14. августа. Укупно до 14. августа у логор је стигло 3.136 дјеце.  Према историчару Драгоју Лукићу, кроз логор је током његовог постојања прошло укупно 3.336 дјеце, узраста од једне до четрнаест година.
Душанка Шмитран, једна од преживјелих, која је претходно била заточена у једном од подлогора комплекса концентрационог логора Јасеновац, изјавила је да је у подлогору одвучена од мајке и да су она и остала дјеца била збијена у жељезничке вагоне за пут. По доласку у Загреб, одвели су их у зграду Хрватског црвеног крста гдје су окупани, ошишани и пуштени да једу колико могу. Напоменула је да је то био једини пут да су се такве ствари дешава за вријеме њеног боравка у усташким логорима.

### Долазак
По доласку, дјеца су била исцрпљена и практично гола. Њихов изглед је био скелетан, посебно оних који су пребачени из Старе Градишке. Многима је због неухрањености стомак био натечен, лица су им била блиједа, а зуби испадали. Скоро сви су патили од тешке дијареје, а већина је имала више обољења. Нека дјеца су умрла од напора при једноставном устајању.
Нису вршене никакве припреме за долазак током првог пребацивања, смјештај није био издвојен и није припремљена храна. Дјеца су смјештена у различите дијелове логора у зависности од њиховог стања. Здравија и јача дјеца су смјештена у бараке, слабија и болесна дјеца су смјештена у дворац, а веома слаба и обољела од тифуса смјештена су у самостан. Дјеца су по доласку била обучена у црну усташку униформу са капама са усташким симболом.
Некадашњи дворац чинио је логорску „болницу” и примао је око 300 дјеце. У оближњој бившој италијанској бараци било је смјештено 250 дјевојчица. Самостански дио логора чиниле су три бивше штале италијанске војске, у којима је било око 700 дјечака узраста од 10 до 15 година. У логору су држана само српска дјеца, а долазила су из свих дијелов НДХ. Раније су држани у логорима у Старој Градишци, Јасеновцу, Јабланцу, Церовљанима, Млаци, Горњој Ријеци и подручју Славоније. Они који су били смјештени у бараке нису имали струју ни текућу воду, а храна је у почетку била ништа више него кукурузно брашно.

### Логорска рутина и кажњавање
Према преживјелој логорашици Нади Пожеги из Славоније, дјеца су била приморана да иду у цркву на молитву, а од њих се захтијевало да поздрављају друге усташким поздравом Спремни или нацистичким поздравом Хајл Хитлер. Ону дјецу која то нису учинила, усташки стражари су кажњавали батинама или самицама. Пожега је даље навела да се часне сестре нису односиле према дјеци са симпатијама или пажњом. Михајло Вељић, још један преживјели логораш, присјећа се да је барака била ограђена бодљикавом жицом и да су спавали на поду прекривеним сламом. Он је навео да су усташе покушале да покатоличе дјецу. Он се лично плашио сестре Мерцедес, али сва дјеца су се плашила Пулхарије.
Радомир Крњајић, још један од преживјелих, присјећа се да су их хранили разноликом храном, укључујући супу од бундеве, краставе, цвеклу и слично поврће, а понекад су добијали и мало макарона или пасуља, али врло мало хљеба.  Гојко Кнежевић, преживјели логораш, испричао је много година касније да су часне сестре тукле дјецу брезовим гранама умоченим у слану воду или сирће. Аутор и бивши војни судија Иван Фумић закључује да су дјеца била систематски кажњавана за разне прекршаје и да су према њима усташе и већина часних сестара грубо поступали. Неке од часних сестара у логору су, међутим, показале наклоност и обраћале пажњу на дјецу.

### Хуманитарни одговор
Као одговор на тешке услове и лоше здравствено стање дјеце, Хрватски црвени крст и поједини мјештани Јастребарског и Доње Реке, предвођени Татјаном Маринић, мјесном учитељицом, комунистом и социјалном радницом, сакупљали су храну и дијелили је дјеци, украшавали зидове и лијечили њихове болести. Помагачима је требало неко вријеме да задобију повјерење дјеце због грубог поступања усташа, али је постепено њихово здравље почело да се поправља. Помагачи су живјели у логору и у подлогору са дјецом. Пулхерија се бунила на све то, али није могла спријечити те радње.

### Болести и смрти
Лоше здравствено стање дјеле је очигледно јер је у једном тренутку 400 дјеце боловало од дизентерије, 300 је имало морбиле, 200 тифоид, 200 дифтерију и још 100 заушке. Многа дјеца су такође патила од скорбута због лоше исхране. На основу непотпуне евиденције, мјесечна смртност је била сљедећа: јул — 153, август — 216, септембар 67 и октобар — 8. Овоме се може додати петоро дјеце која је преминуло у загребачкој болници, укупно 449.
Лукић наводи да је ова цифра, као и цифра од 468 жртава која је уклесана на споменику жртава логора Јастребарско, непоуздана. Он цитира документарне доказе мјесног гробара Фрање Иловара, чије биљешке указују на знатно већу смртност међу дјецом. Иловер је навео укупно 768 укопа дјеце на јастребарском гробљу, али Лукић истиче да Иловар није био једини гробар који је сахрањивао дјецу и даље наводи да је и сам Иловар сматрао да је цифра на споменику прениска. Преживјели логораш интервјуисан 2010. цитирао је Иловара који је рекао да је сахранио 1.018 дјеце из логора. Новински извјештај из 2010. наводи да је у логору умрло 1.500 дјеце. Према евиденцији Хрватског црвеног крста, од 1.507 козарске дјеце доведене у Јастребарско, 163 је умрло. Када су дјеца умрла, стављена су у празне гајбе шећера које су биле наслагане дуж ограде логора, тако чекајући сахрањивање.
Лукић напомиње да је стопа смртности дјеце у Јастребарском била знатно нижа него код дјеце у Старој Градишци и Сиску из два разлога. Прво, скоро половина дјеце у Јастребарском била су старија дјеца која су лакше поднијела тешке услове. Што је још важније, од краја јула 26 медицинских сестара волонтерки из учитељске школе у Рудама код Самобора, уз неколико љекара и другог медицинског особља, предвођени Маринићевом, почело је да интервенише код управе логора и усташке страже ради побољшања здравља дјеце. Усташка пропаганда је убрзо искористила побољшано стање дјеце.

## Дјелимично ослобођење логора
Мјесне партизане је о постојању логора и дјеце у логору вјероватно обавијестио Бранко Давила, љекар који је радио у већ постојећем дјечјем дому на мјесту логора. У зору 26. августа 1942, партизанска 4. кордунска бригада напала је логор и у растјерала усташку стражу. Дјеца су чула пуцњаву и почела да вичу да су партизани стигли. Упркос покушајима часних сестара да сакрију дјецу, партизанске трупе су упале у зграде и спасиле много дјеце. Неки од бораца су чак прошли брата или сестру у логору. Партизански су дјеци дали храну коју су имали, а сву дјецу која су могла да ходају одвели су из логора.
Према Фумићу, слабија и болесна дјеца смјештена су код саосјећајних мјештана, али су 350 најјаче дјеце борби одвели. Према Лукићу, из логора је ослобођења укупно 727 дјеце, али на првом одморишту у Светојанској према Давиловима љекарским прегледима препознато око 400 слабе и болесне дјеце која више нису могла да ходају и она су враћена у Јастребарско. Давила процјењује да је број дјеце ослобођене из логора око 400.
За вријеме марша кроз винограде и кукурузишта, малаксала дјеца су јела колико су могла. Лукић наводи да су партизани један дан преостали дјецу одморали на Жумберку, прије него што су организовали њихово пребацивање преко Купе у ослобођена подручја Босанске Крајине.  Према ријечима Михајла Вељића, преживјелог логораша, дио дјеце коју су партизани ослободили из логора августа 1942. смјештени су у породице у жумберачком окуруг, а потом су их усташе поново заробиле. Неки су убијени, а други враћени у логор.

## Затварање и посљедице
Нападом партизана на логор и ослобађањем значајног броја дјеце, усташе су увидјеле да су овај и слични логори за дјецу неодрживи. Крајем октобра 1942. католичка добротворна организација Каритас дала је на усвајање 500 преостале дјеце породицама у околним селима. Укупно 1.637 дјечака и дјевојчица дато је на усвајање породицама у Загребу, Јастребарском и околним селима. Од преостале дјеце, 113 је пребачено у Босанску Градишку. Логор Јастребарско је потом распуштен, иако је у дворцу и даље боравило око 300 болесне дјеце, од којих су многа остала ту до краја рата.
Маринићева је 15. октобра 1944. подигао оптужницу против Пулхерије и Гауденције пред хрватском Државном комисијом за утврђивање злочина окупатора и њихових сарадника. Пулхерија је пред крај рата побјегле у Аустрију, као једина часна сестра која је радила у логору. Гауденција је остала у Дому за дјецу, да би се на крају преселила у Љубљану. Иако су је партизански осудили на смрт након ослобађања Загреба, а као година њене смрти је наведена 1945, не постоји чврст доказ или поуздан извор који би потврдио да је стварно погубљена. Никада није направљен корак ка изручењу Пулхерије. Према Фумићу, Католичка црква се никада није бавила нехуманим поступцима Пулхерије и других часних сестра и њиховом улогом у смрти дјеце, а још мање их осуђивала. Пулхерија је умрла у Аустрији 1981. године.
Дјеца која су преживјела логоре Јастребарско и Доња Река, преживјела су само зато што су забринути појединци из Загреба, Јастребарског и околних села пружили хуманитарну помоћ. Међу онима који су радили на ублажавању страдања дјеца били су Маринићева, Будисављевићева и Давила. Милана Вујића, преживјелог логораша, док је био болестан одвела је хрватско породица у Копривницу и збринула до краја рата. Они никада нису прихватили усташки режим или његову политику. Многи Хрвати су, како је навео, удомљавали, па чак и у усвајали дјецу из Јастребарског и љубазно се понашали према њима.
На 68. годишњицу дјелимичног ослобођења логора од стране партизана 26. августа 2010, дјеци која су страдала у логору одржана је свечаност код споменика на гробљу у Јастребарском. Присуствовало је свега 40 људи, углавном чланова Савеза антифашистичких бораца и антифашиста Републике Хрватске. Обиљежавању годишњице нису присуствовали новинари, мјештани, политичари и званичници, осим замјеник начелника општине Јастребарског Александра Станића који је рекао да мјештани „нема никакве везе са оним што се дешавало у логорима”.
Свети архијерејски сабор Српске православне цркве је у мају 2022. канонизовао жртве логора заједно са жртвама логора за дјецу Сисак II под називом „Света дјеца мученици, јастребарски и сисачки” са датумом празновања 13. јула/26. августа. Као одговор на чин канонизације, хрватски католички бискупи Загребачке метрополије послали су писмо патријарху српском Порфирију у којем протествује због канонизације у којем се наводи „имамо дојам да је ’Свети архијерејски сабор СПЦ-а’ у овом питању очито прихватио реторику и комунистичку пропаганду која је препуна неистина и манипулација којима се недужнима покушава подметнути кривња за наводна мучења и убијања дјеце која су у тисућама, управо љубављу и бригом хрватских католика, спашена од смрти и преживјела тешке ратне прилике”.